# Polioptila
Genre
Polioptila est un genre de passereaux de la famille des Polioptilidae qui comprend les 14 espèces de gobemoucherons.

## Liste des espèces
D'après la classification de référence (version 14.1, 2024) du Congrès ornithologique international (ordre phylogénique) :
- Polioptila facilis – Gobemoucheron du Rio Negro
- Polioptila guianensis – Gobemoucheron guyanais
- Polioptila schistaceigula – Gobemoucheron ardoisé
- Polioptila paraensis – Gobemoucheron du Para
- Polioptila clementsi – Gobemoucheron de Clements
- Polioptila attenboroughi – Gobemoucheron de l'Inambari
- Polioptila plumbea – Gobemoucheron tropical
- Polioptila lactea – Gobemoucheron lacté
- Polioptila dumicola – Gobemoucheron masqué
- Polioptila lembeyei – Gobemoucheron de Cuba
- Polioptila albiventris – Gobemoucheron du Yucatan
- Polioptila bilineata – Gobemoucheron à face blanche
- Polioptila caerulea – Gobemoucheron gris-bleu
- Polioptila melanura – Gobemoucheron à queue noire
- Polioptila californica – Gobemoucheron de Californie
- Polioptila nigriceps – Gobemoucheron à coiffe noire
- Polioptila albiloris – Gobemoucheron à face blanche